# Alexandre de Fraissinette
Alexandre de Fraissinette, né le 2 février 1902 à Palladuc et mort le 10 décembre 1964 à Saint-Étienne, est un homme politique français.

## Biographie
Journaliste puis avocat, il est maire de Saint-Étienne de 1947 à 1964, sénateur de la Loire de 1948 à 1955 et conseiller général à partir de 1955.
Résistant, il est déporté à Buchenwald par le convoi parti de Compiègne le 22 janvier 1944 (convoi I.172.). Il est ensuite transféré au camp de Mauthausen. Il rentre en France le 19 mai 1945, très affaibli par dix-sept mois de détention.
Il rejoint les rangs du RPF dès sa création, et remporte sous cette étiquette la mairie de Saint-Étienne, en octobre 1947 qu'il occupe jusqu'à sa mort en 1964. En 1951, il quitte le RPF et se rapproche du CNI.
Il est élu député RD de la 1re circonscription de la Loire à l'Assemblée nationale de 1962 à 1964.
À son décès, Bernard Muller le remplace à l'Assemblée nationale, et Michel Durafour est élu maire de Saint-Étienne.

## Distinction
- Médaille de la Résistance française (décret du 3 août 1946)[2]